# Christoph Handschin

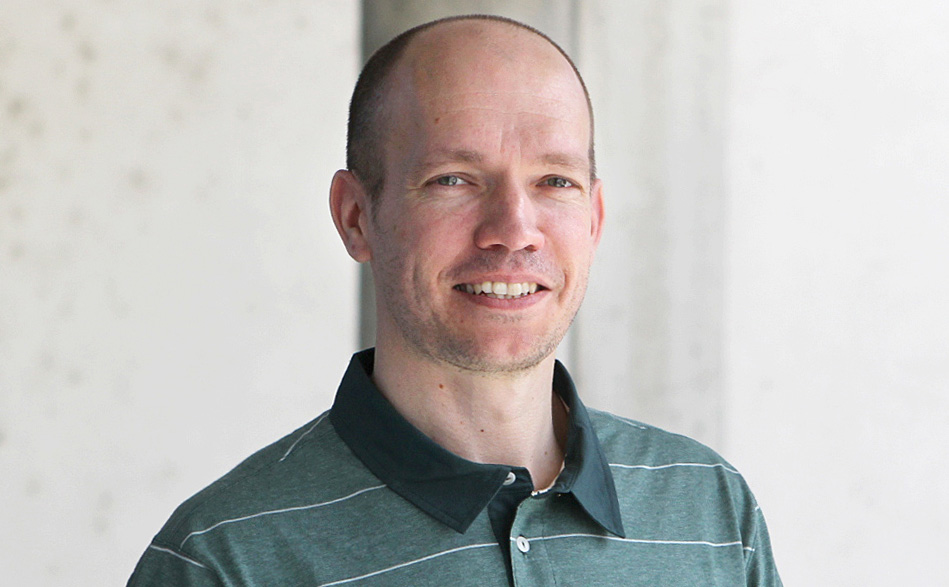
Christoph Handschin (2015)

Christoph Handschin (* 20. Februar 1973 in Basel) ist ein Schweizer Zellbiologe und Professor am Biozentrum der Universität Basel.

## Leben
Christoph Handschin studierte Biologie an der Universität Basel. Anschliessend promovierte er in der Gruppe von Urs A. Meyer im Bereich Biochemie am Biozentrum der Universität Basel. Zwischen 2002 und 2006 forschte Christoph Handschin am Dana-Farber Cancer Institute und der Harvard Medical School in Boston, USA, bevor er 2006 als Assistant Professor für Physiologie und SNF-Professor an die Universität Zürich berufen wurde. 2009 kehrte Christoph Handschin zurück ans Biozentrum der Universität Basel, wo er seitdem als Professor für Pharmakologie forscht und lehrt.

## Wirken
Christoph Handschin erforscht die molekularen Vorgänge, die trainierten oder kranken Muskeln zugrunde liegen. Im Mittelpunkt seiner Forschung steht das Protein PGC-1α, das einen erheblichen Einfluss auf den Stoffwechsel und die Muskelfunktion hat. Christoph Handschin konnte nachweisen, dass PGC-1 α die Anpassungsmechanismen des Muskels beim Ausdauertraining zentral steuert. So steigert PGC-1α die Ausdauerfähigkeit des Muskels, indem es unter anderem die Bildung und den Abbau von Laktat reguliert. Zudem stellte Handschin fest, dass eine erhöhte PGC-1α Produktion bei Muskelschwund und -dystrophien eine therapeutische Wirkung entfaltet. Seine Ergebnisse liefern konkrete Ansätze zur Therapie von Muskelkrankheiten oder altersbedingtem Muskelschwund.

## Auszeichnungen
- 2013: Europäischer Forschungsrat ERC Consolidator Grant[3]
- 2008: Wissenschaftspreis der Walter und Gertrud Siegenthaler-Stiftung[4]
- 2006: SNF-Förderungsprofessur des Schweizerischen Nationalfonds[5]
- 2004: Scientist Career Development Award, Muscular Dystrophy Association USA (MDA)

## Publikationen (Auswahl)
Vollständige Publikationsliste
- S. Summermatter, G. Santos, J. Pérez-Schindler, C. Handschin: Skeletal muscle PGC-1α controls whole body lactate homeostasis through ERRα-dependent activation of LDH B and repression of LDH A. In: Proc Natl Acad Sci USA. 110(21), 2013, S. 8738–8743.
- C. Handschin, Y. M. Kobayashi, S. Chin, P. Seale, K. P. Campbell, B. M. Spiegelman: PGC-1α regulates the neuromuscular junction program and ameliorates Duchenne muscular dystrophy. In: Genes Dev. 21(7), 2007, S. 770–783.
- C. Handschin, J. Lin, J. Rhee, A. K. Peyer, S. Chin, P. H. Wu, U. A. Meyer, B. M. Spiegelman: Nutritional regulation of hepatic heme biosynthesis and porphyria through PGC-1α. In Cell. 122(4), 2005, S. 505–515.